# Old Rectory (Yatton)

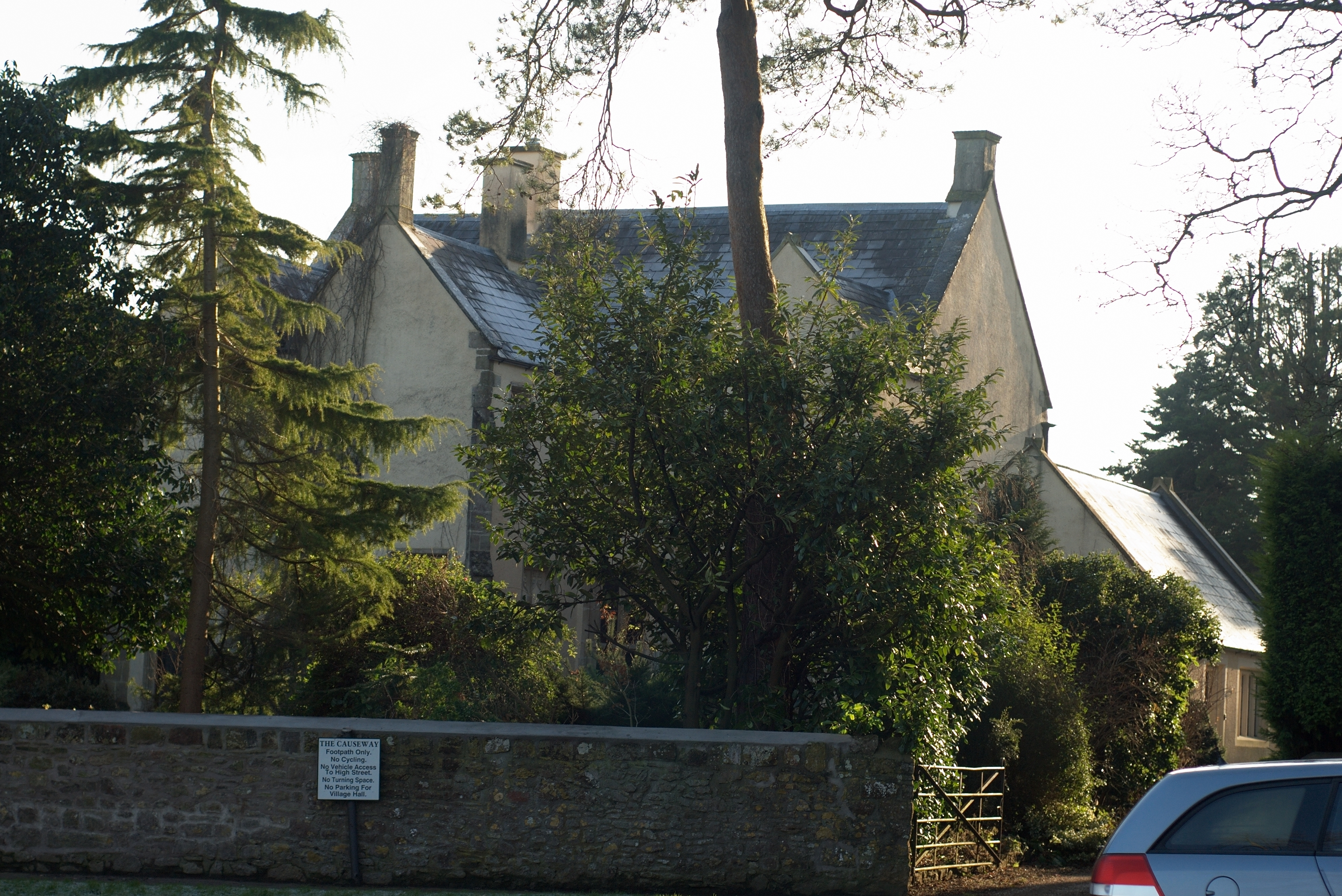
Foto de 2010

A Old Rectory em Yatton, Somerset, Inglaterra, é um edifício em Prebendary, construída no século XV e foi designado como um edifício listado como Grau I.
Ao longo dos anos, sofreu uma série de alterações, incluindo uma asa traseira de meados do século XIX. Agora está dividido em duas casas que são ocupadas separadamente.